# Adam Ferguson
Adam Ferguson (ur. 20 czerwca?/1 lipca 1723 w Perth, zm. 22 lutego 1816 w St Andrews) – szkocki ekonomista i myśliciel polityczny.

## Życiorys
Do szkoły chodził w Perth (Szkocja), a później uczęszczał na Uniwersytet Św. Andrzeja w Edynburgu. Po studiach został kapelanem wojskowym. W 1745 podczas bitwy pod Fontenoy odmówił wykonania rozkazu wycofania się.
W 1754 zrezygnował z działalności duchownej. W styczniu 1757 został bibliotekarzem wydziału prawa na Uniwersytecie Św. Andrzeja w Edynburgu. Przed nim to stanowisko zajmował David Hume. W 1759 został profesorem-wykładowcą filozofii naturalnej na uczelni edynburskiej.
W 1767 wydał swe pierwsze dzieło Essay of Civil Society. W 1776, w odpowiedzi na pisma Richarda Price’a opublikował anonimowo: replikę popierającą żądania parlamentu w Londynie względem kolonistów.
W 1783 ukazało się jego dzieło historyczne History of the Progress and Termination of the Roman Republic, dotyczące historii antycznego Rzymu.

## Myśl polityczna i ekonomiczna
Ferguson był zwolennikiem wolnego handlu i wolnego rynku. W polityce był raczej konserwatywny, choć popierał postulowane przez Monteskiusza reformy rządów.
Tak jak Thomas Hobbes, Bernard de Mandeville i David Hume (jeden z nielicznych autorów krytycznie odnoszących się do Fergusona) Ferguson uważał egoizm za siłę napędową społeczeństwa, lecz był zdania – w przeciwieństwie do deisty Hume’a – iż nad wszystkim czuwa opatrzność Boska. Według niego ludzkość zmierza do swego przeznaczenia (destiny) i do wzniosłego końca (supreme end). Jednocześnie popierał też francuską teorię stałego postępu wiedzy i umiejętności ludzkich, którą we Francji głosił przede wszystkim Jean Condorcet.

## Dzieła
- An Essay on the History of Civil Society (1767)
- The History of the Progress and Termination of the Roman Republic (1783)
- Principles of Moral and Political Science; being chiefly a retrospect of lectures delivered in the College of Edinburgh (1792)
- Institutes of Moral Philosophy (1769)
- Reflections Previous to the Establishment of a Militia (1756)